# Департамент финансов Филиппин
Департамент финансов Филиппин (филипп. Kagawaran ng Pananalapi) отвечает за разработку, институционализацию и управление налогово-бюджетной политикой, управление финансовыми ресурсами правительства, координацией доходной деятельности всех местных органов власти, рассмотрение, утверждение и управление всеми долгами государственного сектора, а также за рационализацию, приватизацию и общественную подотчетность корпораций и фондов, принадлежащих, контролируемых или приобретенных государством.

## История
Создан 24 апреля 1897 года Революционным правительством в Наике, Кавите. Директором департамента был назначен генерал Балдомеро Агинальдо. Он также стал секретарём казначейства в первом конституционном республиканском правительстве Республики Биак-на-Бато.
В 1901 году департамент был преобразован в Департамент финансов и юстиции на основании акта, принятого Комиссией по гражданской службе, которую возглавлял Уильям Говард Тафт. Грегорио Аранета стал первым филиппинцем, назначенным секретарём юстиции и финансов. В 1916 году в соответствии с Законом о реорганизации № 2666 Законодательного собрания Филиппин Департамент финансов и юстиции был разделён на два независимых департамента.
В 1936 году функции Департамента финансов, касающиеся разработки и подготовки бюджета правительства, были переданы недавно созданной Бюджетной комиссии. Подготовка смет доходов и ресурсов осталась за департаментом. 
В 1974 году, с принятием парламентской формы правления, департамент был преобразован в министерство, однако в 1987 году Министерство финансов было преобразовано обратно в департамент после ратификации Конституции 1987 года, которая предусматривала президентскую форму правления. Организационная структура, распределение полномочий и функций, а также механизмы координации были оптимизированы. 

## Структура

### Бюро
- Бюро внутренних доходов[англ.]
- Таможенное бюро[англ.]
- Бюро казначейства
- Бюро финансов местного самоуправления

## Отделы
- Центральный административный
- Центральный финансово-управленческий
- Управление финансовой и фискальной политики и планирования
- Служба внутреннего аудита
- Управление международной финансовой политики
- Управление международных финансовых операций
- Управление приватизации и менеджмента
- Служба защиты целостности доходов

### Подчинённые агентства
- Страховая комиссия
- Национальный центр налоговых исследований
- Центральный совет апелляционной оценки
- Филиппинская гарантийная корпорация[англ.]
- Филиппинская корпорация по страхованию депозитов
- Филиппинское экспортно-импортное кредитное агентство
- Филиппинская налоговая академия
- Комиссия по ценным бумагам и биржам[англ.]
- Земельный банк Филиппин[англ.]